# Carlos Fernando Valenzuela
Carlos Fernando Valenzuela (Santiago del Estero, Argentina; 22 de abril de 1997) es un futbolista argentino que se desempeña como delantero y actualmente milita en el Querétaro Fútbol Club, de la Primera División de México.

## Trayectoria
Fernando Valenzuela, formado en las inferiores de Racing Club, fue promovido al plantel profesional en el año 2014, aunque nunca llegó a debutar profesionalmente, y solo disputó partidos amistosos, siendo el primero de ellos, el 29 de enero de 2016, en la victoria 3 a 1 ante Independiente, en un amistoso de verano jugado en Mar del Plata.
Sin lugar en la Academia, a mediados de 2016, con el objetivo de ganar experiencia, es cedido por una temporada a Nueva Chicago, de la Primera B Nacional, donde hizo su debut profesional, el 10 de septiembre de 2016, en el empate 0 a 0 frente Douglas Haig, por la tercera fecha del Campeonato de Primera B Nacional 2016-17. En total esa temporada disputó 13 partidos (uno solo como titular) y marcó 1 gol, contra Juventud Unida de Gualeguaychú, en el partido que el torito ganó 5 a 1 por la fecha 16 del torneo de ascenso.
Tras volver a Racing, donde no fue tenido en cuenta, al terminar su vínculo con el equipo de Avellaneda, se marchó a Barracas Central para disputar el Campeonato de Primera B 2018-19, donde con sus 20 goles en 37 partidos, fue una pieza clave en el equipo que logró hacerse con el campeonato y el ascenso a la Primera Nacional.
Luego de una buena temporada en segunda división, lo que atrajo interés de clubes de Primera División de querer contar con él, para el 2020-21 es cedido a préstamo al F. C. Famalicão, de la Primeira Liga de Portugal, siendo esta su primera experiencia en el exterior. En esta etapa Valenzuela jugó 26 partidos y marcó 3 goles.
En su retorno a Barracas Central, fue parte del plantel que logró el ascenso a la Primera División, lo que significó que, después de 87 años, el conjunto Barracas ascendía a la máxima categoría del fútbol argentino. Su carrera en El Guapo culminó con 29 goles anotados en 107 partidos disputados.
Para 2023 se une a Club Tijuana, de la Primera División de México.

## Selección nacional

### Sub-23
Valenzuela fue convocado a la Selección de fútbol sub-23 de Argentina, para disputar los Juegos Panamericanos 2019, realizados en Perú. Marcó 4 goles en la competición, anotando en las victorias sobre Ecuador, Panamá y Uruguay, y el último ante Honduras, en la final del 10 de agosto, lo que le valió al delantero una medalla de oro.
Fue parte del plantel que disputó los Juegos Olímpicos 2020.

### Participaciones con la selección
| Torneo                    | Sede  | Resultado      | Partidos | Goles |
| ------------------------- | ----- | -------------- | -------- | ----- |
| Juegos Panamericanos 2019 | Lima  | Campeón        | 5        | 4     |
| Juegos Olímpicos 2020     | Tokio | Fase de grupos | 1        | 0     |

## Estadísticas

### Clubes
Actualizado hasta su último partido disputado el 30 de julio de 2025.
| Club                          | Div.          | Temporada     | Liga  | Liga  | Liga   | Copas nacionales | Copas nacionales | Copas nacionales | Torneos internacionales | Torneos internacionales | Torneos internacionales | Total | Total | Total  |
| Club                          | Div.          | Temporada     | Part. | Goles | Asist. | Part.            | Goles            | Asist.           | Part.                   | Goles                   | Asist.                  | Part. | Goles | Asist. |
| ----------------------------- | ------------- | ------------- | ----- | ----- | ------ | ---------------- | ---------------- | ---------------- | ----------------------- | ----------------------- | ----------------------- | ----- | ----- | ------ |
| C. A. Nueva Chicago Argentina | 2.ª           | 2016-17       | 13    | 1     | 0      | —                | —                | —                | —                       | —                       | —                       | 13    | 1     | 0      |
| C. A. Nueva Chicago Argentina | Total club    | Total club    | 13    | 1     | 0      | 0                | 0                | 0                | 0                       | 0                       | 0                       | 13    | 1     | 0      |
| Barracas Central Argentina    | 3.ª           | 2018-19       | 37    | 20    | 5      | 1                | 0                | 0                | —                       | —                       | —                       | 38    | 20    | 5      |
| Barracas Central Argentina    | 2.ª           | 2019-20       | 18    | 4     | 3      | 1                | 0                | 0                | —                       | —                       | —                       | 19    | 4     | 3      |
| Barracas Central Argentina    | 2.ª           | 2021          | 15    | 1     | 2      | —                | —                | —                | —                       | —                       | —                       | 15    | 1     | 2      |
| Barracas Central Argentina    | 1.ª           | 2022          | 22    | 2     | 0      | 13               | 2                | 1                | —                       | —                       | —                       | 35    | 4     | 1      |
| Barracas Central Argentina    | Total club    | Total club    | 92    | 27    | 10     | 15               | 2                | 1                | 0                       | 0                       | 0                       | 107   | 29    | 10     |
| F. C. Famalicão Portugal      | 1.ª           | 2020-21       | 24    | 3     | 1      | 2                | 0                | 0                | —                       | —                       | —                       | 26    | 3     | 1      |
| F. C. Famalicão Portugal      | Total club    | Total club    | 24    | 3     | 1      | 2                | 0                | 0                | 0                       | 0                       | 0                       | 26    | 3     | 1      |
| Club Tijuana · México         | 1.ª           | C-2023        | 15    | 1     | 1      | —                | —                | —                | —                       | —                       | —                       | 15    | 1     | 1      |
| Club Tijuana · México         | 1.ª           | 2023-24       | 3     | 0     | 0      | —                | —                | —                | —                       | —                       | —                       | 3     | 0     | 0      |
| Club Tijuana · México         | Total club    | Total club    | 18    | 1     | 1      | 0                | 0                | 0                | 0                       | 0                       | 0                       | 18    | 1     | 1      |
| Querétaro F. C. · México      | 1.ª           | 2025-26       | 2     | 0     | 0      | —                | —                | —                | 1                       | 0                       | 0                       | 3     | 0     | 0      |
| Querétaro F. C. · México      | Total club    | Total club    | 2     | 0     | 0      | 0                | 0                | 0                | 1                       | 0                       | 0                       | 3     | 0     | 0      |
| Total carrera                 | Total carrera | Total carrera | 147   | 32    | 12     | 17               | 2                | 1                | 1                       | 0                       | 0                       | 165   | 34    | 13     |
| 1. 2.                         |               |               |       |       |        |                  |                  |                  |                         |                         |                         |       |       |        |

## Palmarés

### Campeonatos nacionales
| Título    | Club             | País      | Año     |
| --------- | ---------------- | --------- | ------- |
| Primera B | Barracas Central | Argentina | 2018-19 |

### Campeonatos internacionales
| Título               | Club             | Sede | Año  |
| -------------------- | ---------------- | ---- | ---- |
| Juegos Panamericanos | Argentina sub-23 | Lima | 2019 |